# Nephelistis ruficana
Nephelistis ruficana är en fjärilsart som beskrevs av Druce 1908. Nephelistis ruficana ingår i släktet Nephelistis och familjen nattflyn. Inga underarter finns listade i Catalogue of Life.